# أنتوني تايلر كوين
أنتوني تايلر كوين (بالإنجليزية: Anthony Tyler Quinn)‏ هو ممثل أمريكي، ولد في 25 يوليو 1962 في الولايات المتحدة. واشتهر بلعب دور جوناثان تورنر في مسلسل بوي ميتس ورلد (بالإنجليزية: Boy Meets World) من 1994 إلى 1997، وهو دور أعاد تمثيله لاحقًا في مسلسل جيرل ميتس ورلد (بالإنجليزية: Girl Meets World).

## مسيرته
ظهر كوين في العديد من البرامج التلفزيونية والأفلام (خاصة الأفلام التلفزيونية) بالإضافة إلى لعب دور جوناثان تورنر في مسلسل بوي ميتس ورلد وجيرل ميتس وورلد، بما في ذلك دور راندي ثورسن في عدة حلقات من الموسم الرابع من مسلسل كارولين إن ذا ستي (بالإنجليزية: Caroline in the City). في عام 2011 ، لعب دور رون في إحدى حلقات برنامج برتي ليتل لايرز (بالإنجليزية: Pretty Little Liars). كما لعب دور طبيب أسنان ديكستر في إحدى حلقات مسلسل ديكستر عام 2008. جسد كوين شخصية ويندل كوري في مسلسل فيود: بيتي آند جون (بالإنجليزية: Feud: Bette and Joan).

## حياته الشخصية
تزوج كوين من حبيبته في المدرسة الثانوية مارغريت في 15 يونيو 1985. وأنجبا ابنة أسموها أندي تايلر وابن أسموه رومان غابرييل. يعتنق كوين الديانة المسيحية.

## أعمال

### مسلسلات
بوي ميتس ورلد

## وصلات خارجية
- أنتوني تايلر كوين على موقع IMDb (الإنجليزية)
- أنتوني تايلر كوين على موقع قاعدة بيانات الفيلم (الإنجليزية)